# بيلي اندروز (لاعب كرة قدم أمريكية)
بيلي اندروز (بالإنجليزية: Billy Andrews)‏ هو لاعب كرة قدم أمريكية أمريكي، ولد في 10 يونيو 1945 في كلينتون في الولايات المتحدة.

## وصلات خارجية
- بيلي اندروز على موقع مرجع كرة القدم المحترفة.كوم (الإنجليزية)